# Delqanāb
Delqanāb (persiska: دلقانو, Delqānū, دلقناب) är en ort i Iran.   Den ligger i provinsen Östazarbaijan, i den nordvästra delen av landet, 500 km nordväst om huvudstaden Teheran. Delqanāb ligger 626 meter över havet och antalet invånare är 153.
Terrängen runt Delqanāb är huvudsakligen kuperad, men åt nordost är den bergig. Delqanāb ligger nere i en dal som går i nord-sydlig riktning. Runt Delqanāb är det ganska glesbefolkat, med 28 invånare per kvadratkilometer. Närmaste större samhälle är Hūrānd, 12,7 km nordväst om Delqanāb. Trakten runt Delqanāb består i huvudsak av gräsmarker.